# Ishbel Bautista
Ishbel Bautista (Ciudad de México, 3 de agosto de 1994) es una actriz mexicana, reconocida por su papel protagónico de La Malinche en la serie de televisión Hernán de 2020.

## Biografía
Nacida en la Ciudad de México, es Egresada de la Facultad de Teatro de la Universidad Veracruzana y del diplomado de actuación de la EIA no.1 del Instituto Nacional de Bellas Artes. Ganadora del Premio Actriz Revelación Produ Awards 2020, Premio XXI Festival Pantalla de Cristal a la Mejor Actriz. Ambos por el papel de Marina en la serie Hernán.
Participó como actriz en el largometraje Luciérnagas de Bani Khoshnoudi, El sapo de Cristal y la serie "Hernán", proyecto de mayor inversión latinoamericana con el personaje protagónico de Marina (La Malinche).
Participó en diversos talleres profesionales de actuación, voz, títeres, teatro con objetos, máscara, danza aérea y dirección escénica tomados en la Ciudad de México, Veracruz y Venezuela.
En teatro ha participado en las obras La conferencia de los pájaros dirigida por Alicia Martínez, Tren nocturno a Georgia, Los Negros Pájaros del Adiós, Andrómaca Real, Calígula y La Dama en su Balcón.

## Filmografía

### Televisión
- Hernán (2020) como Marina / Malintzin.
- La flor más bella (2022) como Majo.
- Amores que engañan (2023) como Corina Pérez.[6]

### Cine
- Luciérnagas (2018) como Rosi.
- Día de Muertos (película) (2023) como Angelica.
- Pedro Paramo (película) (2024)
- Contraataque (película) (2025) como la Cobra.

### Teatro
- La Conferencia de los Pájaros de Alicia Martínez.
- Tren Nocturno a Georgia.
- Los Negros Pájaros del Adiós.
- Andrómaca Real.
- Calígula.
- La Señora en su Balcón.
- La Girly 3000

### Videojuegos
- Mictlan: An Ancient Mythical Tale (2024-2025)